# 2014년 워싱턴주 오소 산사태

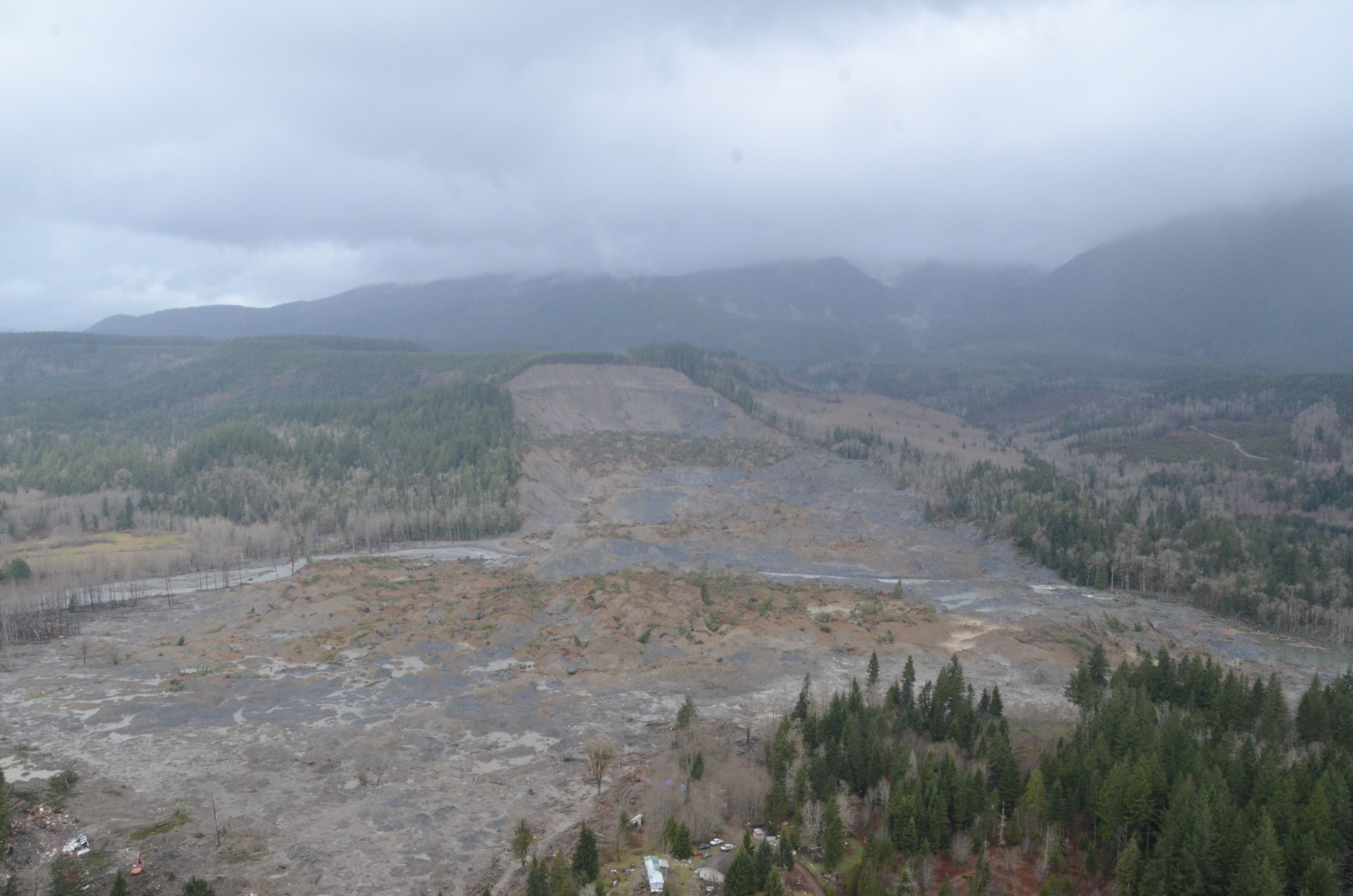

2014년 워싱턴주 오소 산사태는 2014년 3월 22일 미국 워싱턴주 오소에서 발생한 산사태와 진흙 사태로, 현재까지 26명이 사망하고, 90명 이상이 실종되었다.

## 같이 보기
- 2006년 레이테 산사태
- 머드플로우
- 중력 사면 이동